# SIAM Journal on Numerical Analysis
O SIAM Journal on Numerical Analysis (SINUM; até 1965: Journal of the Society for Industrial & Applied Mathematics, Series B: Numerical Analysis) é um peiódico matemático com um corpo de revisores publicado pela Society for Industrial and Applied Mathematics que cobre pesquisas sobre análise numérica. O periódico foi estabelecido em 1964 com frequência bimensal. Seu editor-chefe é Pavel Bochev.